# Melltorps kvarn och såg

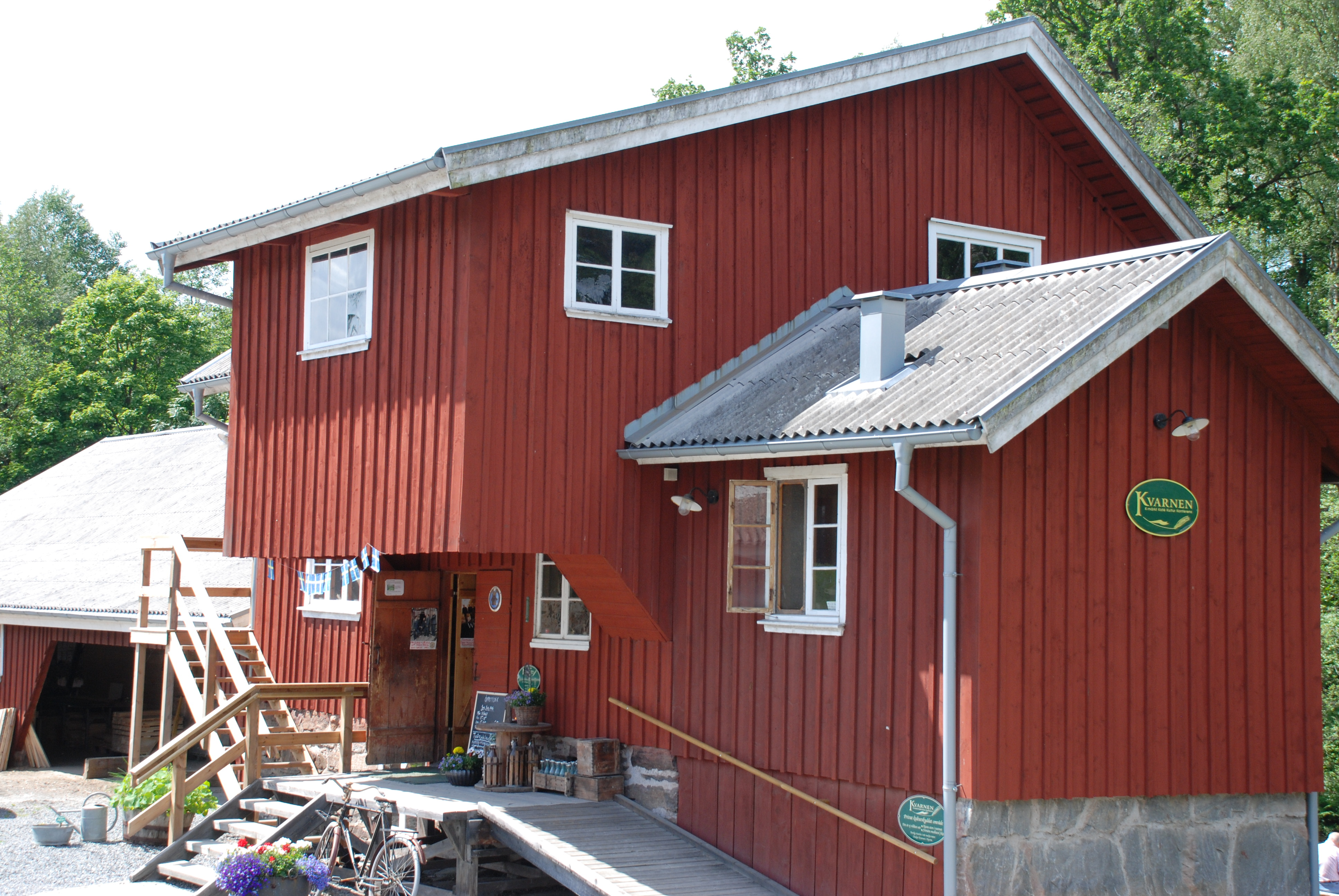
Melltorps kvarn.

Melltorps kvarn och såg är en hjulkvarn vid Melltorps ström i Hyssna, omnämnd första gången 1725. Sedan 2002, efter ett par års renoveringsarbete, bedrivs konferens- och hotellverksamhet i kvarnen och pensionatet som ligger alldeles i närheten.

## Historik
År 1725 omnämns Melltorps qvarn i skrift "på Jordrannsakningen anno 1725". I Högens och Melltorps ström fanns då fem kvarnar. Enligt kungliga kollegiets utslag 17 november 1856:
"Räntan fastställs ån vid hemmanän Högen, Mälltorp, Smedgården, Reortsgården anlagd tullmjölkvarn, med ett par stenar, för grofmäld till samfäldighetsmark, en trejedels råg och en tredjedels korn att från och med 1835 till Kungliga Majestäts och Kronan utgöras".
Tull innebar att kvarnägaren malde åt andra och tog betalt i natura. En vanlig tull var två kappar på tunnan, och eftersom det gick 32 kappar på en tunna, tog han ut en 16-del av mälden i tull eller drygt 6 %. På 1600- och 1700-talen fanns det 45 kvarnar vid Surtan, vilka år 1725 hade det minskat till ungefär 5 stycken. Hyssna Högen och Melltorps gårdar gick då ihop och införde Melltorps Qvarn.
Den nuvarande kvarnen byggdes på 1850-talet av kringboende bönder, vilka ägde den gemensamt. Samtidigt installerades ett stort vattenhjul. Även sågverket drevs av ett vattenhjul. Vattenhjulen byttes ut mot turbiner 1921. Kvarnen och sågverket ägdes av bönderna fram till 1951.